# Margaret Ann Muller-Douglas
Margaret Ann Muller-Douglas (Paramaribo, 1854 - aldaar, 21 februari 1923) was de eerste vrouw die in slavernij geboren werd en opklom tot directeur en bestuurder van welzijnsorganisaties en instellingen op het gebied van de gezondheidszorg. Ze was directeur van de Vereeniging Huisarbeid, bestuurslid van een liefdadigheidsvereniging, lid van de voogdijraad en toezichthouder bij de leprozerie Groot Chatillon en het weldadigheidsgesticht 's-Landsgrond Boniface.

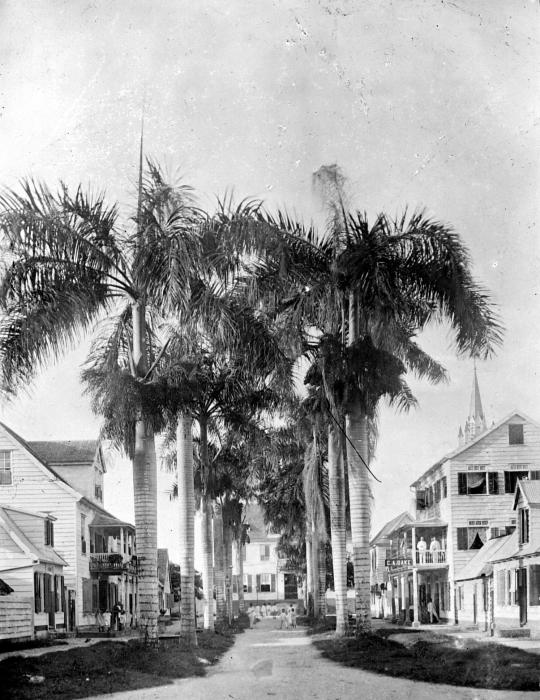
De Noorderkerkstraat in Paramaribo. In het huis met de galerijen aan de rechterkant werd op 15 december 1913 het depot van de Vereeniging Huisarbeid geopend.
(Foto Augusta Curiel 1910-1930)

## Geboorte en manumissie
Margaret Ann werd geboren op de suikerrietplantage Goede Vrede aan de Surinamerivier. Bij haar geboorte kreeg ze de naam Marguerite. Zij was een van de drie kinderen van de huisbediende Dasiana (1828-1923) en de Schotse planter James Douglas (1827-1874). Douglas was ten tijde van de geboorte van zijn kinderen administrateur van Goede Vrede.
Marguerite, haar oudere broer Charles (1853-1943) en haar moeder Dasiana werden op verzoek van James Douglas op 1 maart 1855 gemanumitteerd. Over de manumissie van de oudste dochter Mary Louise (1851-1923) zijn geen gegevens bekend. De naam Marguerite werd gewijzigd in Mary Ann.
Dasiana en haar kinderen kregen de achternaam Donglas - een naam die verwantschap met Douglas suggereerde - omdat het bij manomissies niet was toegestaan om achternamen die al in de kolonie bestonden toe te kennen. In 1867 kregen de kinderen op verzoek van hun moeder alsnog de familienaam Douglas. Dasiana bleef zelf de achternaam Donglas houden.

## Privéleven
Margaret Ann ontving haar opvoeding en opleiding in Schotland. Daar verbleef zij onder begeleiding van haar gouvernante M.L. (Eliza) Underwood. Met Underwoord was Margaret Ann al eerder naar de Engelse kolonie Demerary gereisd.
Margaret Ann Douglas trouwde op 17 december 1879 met de Surinaamse zakenman (en amateurfotograaf) Julius Eduard Muller (1846-1902). Het echtpaar maakte deel uit van de politieke, economische en sociale elite in Suriname. Julius was lid van de Koloniale Staten. Naast zijn zakelijke activiteiten hield hij zich bezig met activiteiten om de economische ontwikkeling van Suriname te bevorderen. Margaret Ann zette zich in voor de positie van de vrouw en hield zich bezig met de zorg voor hulpbehoevenden.
In 1902 overleed Julius Muller. Zijn belangen in de goudindustrie werden hiermee niet beëindigd; de goudaanvoer naar Paramaribo vond daarna plaats op naam van Wed. Muller-Douglas.
Margaret Ann overleed op 21 februari 1923. De overlijdensadvertentie is ondertekend door haar broer Charles en haar zuster Mary Louise.
Het dagblad ‘Suriname’ vermeldde in een In Memoriam: “Zij was de eerste vrouw hier, die in Colleges werd opgenomen, waarin tot nu slechts mannen zitting hadden”.

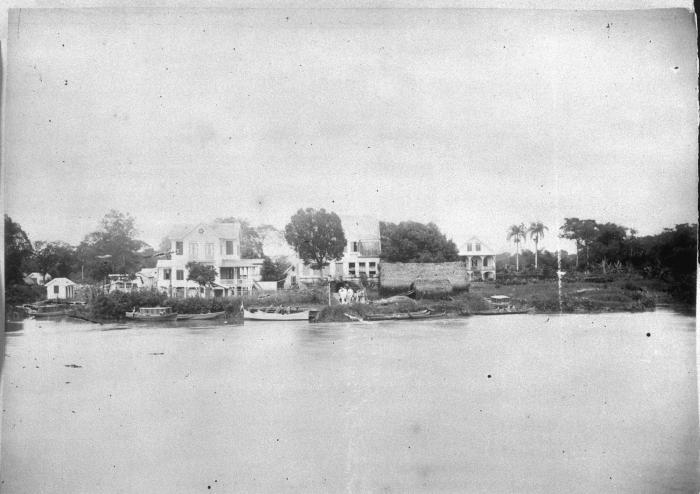
Groot Chatillon, een leprozerie gelegen aan de Surinamerivier, gesticht in 1897 en opgeheven in 1972.
(Foto Julius Muller 1880-1900)

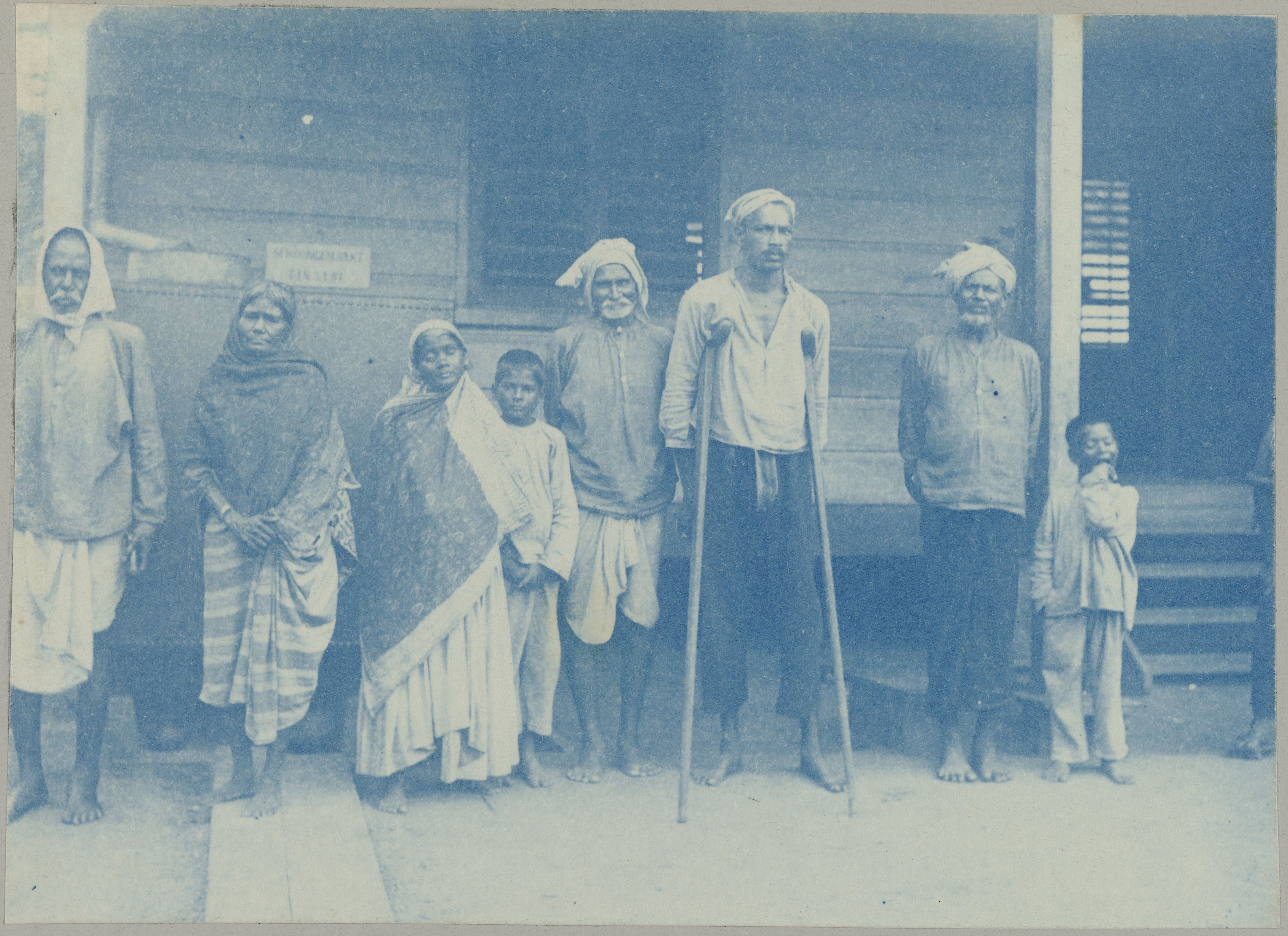
Enkele hindoestaanse bewoners op 's Landsgrond Boniface.
(Foto Hendrik Doijer 1906-1913)

## Werkzaamheden
Muller-Douglas was sinds 1892 lid van de Vereeniging Liefdewerk, een welzijnsorganisatie die uitging van de Hervormde gemeente. Ze behoorde tot de commissie die toezicht hield op de leprozerie Groot Chatillon gevestigd in Domburg. Ze was lid van de commissie van regenten voor ’s Landsgrond Boniface, een verzorgingshuis voor hulpbehoevende bejaarden te Paramaribo. In 1907 werd zij, als enige vrouw, benoemd als lid van de Voogdijraad. In 1913 werd zij voor zes jaar herbenoemd.
In 1911 werd Willem Dirk Hendrik baron van Asbeck benoemd tot gouverneur van Suriname. Zijn vrouw, de pianiste Baronesse Anna van Asbeck-Kluit werd actief in de liefdadigheidszorg. In 1912 richtte zij de Vereeniging Huisarbeid op. Het hoofddoel van de vereniging was om het werk van de Surinaamse vrouw te steunen, door "het werk der Surinaamsche vrouw op het gebied van geleien, stropen, jams, zuren, naaiwerk en borduurwerk, verder de artikelen van inlandsche kunstnijverheid meer bekend te maken en makkelijker bereikbaar voor het publiek, waardoor ook een ruimer afzetgebied zou kunnen worden verkregen, en alzoo de werkkring der Surinaamsche vrouw, wat huisarbeid betreft, zou kunnen worden uitgebreid". Ook werd een informatiebureau opgericht om "werkzoekende en werkgevende vrouwen met elkaar in verbinding te brengen". Margaret Ann Muller-Douglas werd directeur van de vereniging en zou dat blijven tot aan haar overlijden in 1923.
In 1913 werd op het landgoed Meerhuizen aan de Amsteldijk in Amsterdam de tentoonstelling De Vrouw 1813-1913 georganiseerd. Door de Vereeniging Huisarbeid werd het gedeelte voorbereid dat gewijd was aan Suriname. Daarbij werd onder meer aandacht besteed aan keukenwerk en aan inlandse kunstnijverheid. Augusta Curiel leverde de foto’s van Suriname voor deze tentoonstelling.

## Overzicht functies
- lid Vereeniging Liefdewerk (1892-)
- lid Voogdijraad 1907-1923)
- lid commissie van toezicht voor Groot Chatillon (1912-)
- directeur Vereeniging Huisarbeid (1913-1923)
- lid van de commissie van Regenten voor 's Landsgrond Boniface[14]